# Museum Walserhaus
Il Museum Walserhaus Gurin, situato nel caratteristico villaggio Walser di Bosco Gurin, è il più antico museo etnografico sul territorio del Canton Ticino. Il museo è gestito dall'Associazione Walserhaus Gurin.

## L'Associazione Walserhaus Gurin
l’Associazione Walserhaus Gurin, fondata nel 1936, si pone come scopo la salvaguardia e la valorizzazione della cultura walser e della lingua di Bosco Gurin, il Ggurijnartitsch. In particolare gli obiettivi dell'associazione sono:
- salvaguardare il patrimonio storico, culturale e linguistico dei Walser di Gurin;
- promuovere e sostenere progetti che mirano ad incrementare all’esterno della comunità di Gurin la comprensione per le sue origini, la sua storia e le sue tradizioni;
- rappresentare nel Museo etnografico Walserhaus la storia e la cultura della comunità walser di Gurin in particolare, ma anche delle altre colonie walser e in primo luogo di quella del vicino Pomatt della Val Formazza.

La gestione dell’associazione, che conta oltre 300 membri, è affidata ad un comitato nel quale sono rappresentati anche il Municipio, il Patriziato e il Gruppo Costumi di Bosco Gurin. La conduzione operativa delle attività museali è affidata ad una curatrice e ad una custode residenti nel villaggio, che possono avvalersi di numerosi collaboratori volontari. La casa museo, unica nel suo genere, oltre ad attirare molti visitatori dalla Svizzera e dall’estero (annualmente ca. 3'000), con le sue proposte funge anche da luogo di aggregazione per la gente di Bosco Gurin e da ente privilegiato per mantenere e rafforzare i legami con le altre colonie walser dell’arco alpino.

## Storia

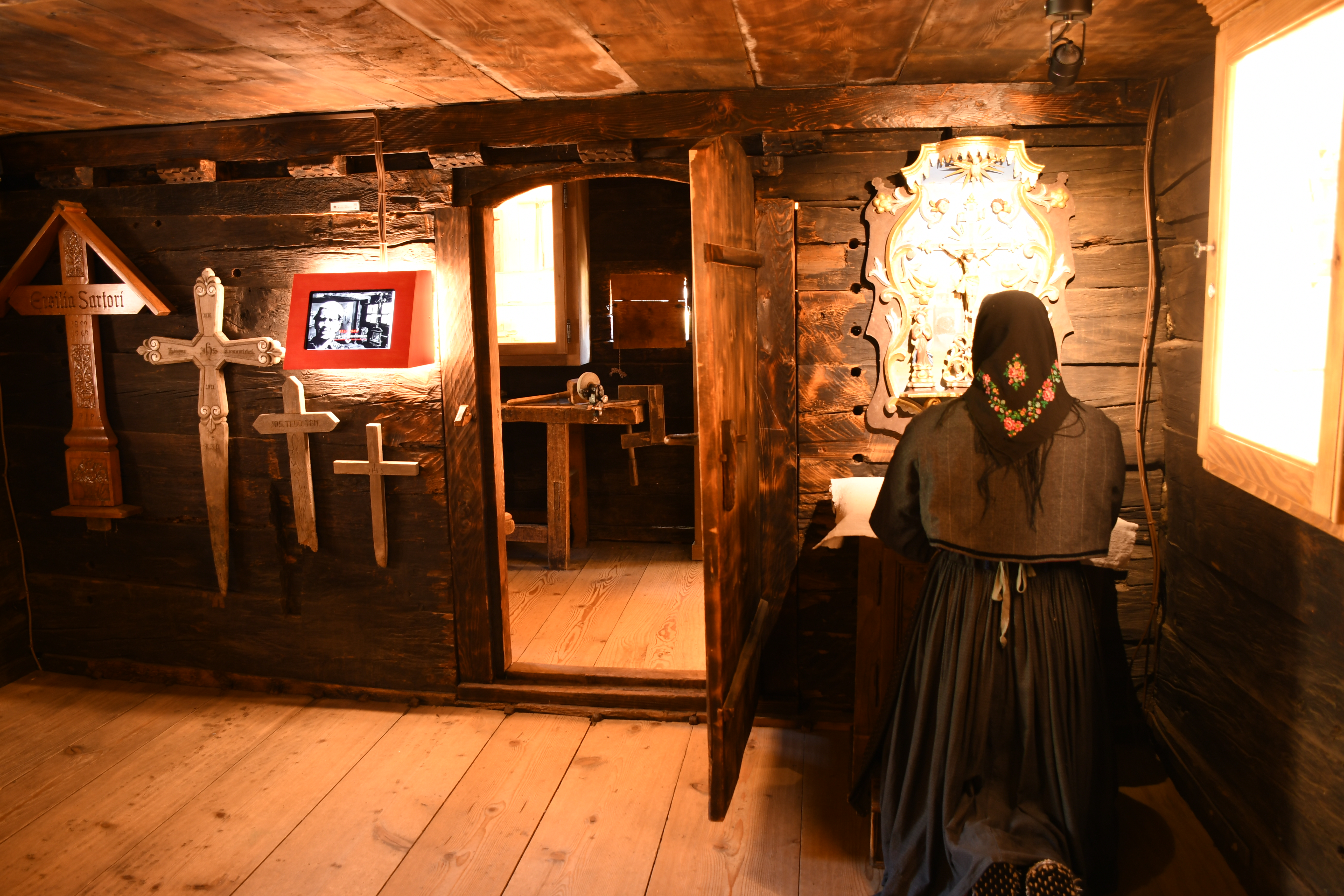
Esposizione permanente all'interno della casa museo dopo il rinnovamento nel 2018 e l'aggiunta di infobox interattivi.

Il museo Walserhaus aprì battenti già nel 1938, quale primo museo etnografico del Cantone Ticino. A questo scopo fu messa a disposizione un'antichissima abitazione risalente al 1386, che si poté così conservare nella sua struttura originale. Fin dall’apertura, l’esposizione è cresciuta in maniera continua. Nel 2006 l'esposizione permanente è stata sistemata completamente. Da allora sono stati integrati nel concetto espositivo anche l'adiacente torba l’orto di fronte alla casa. Dal 2009 il museo dispone di un’ulteriore torba, la quale offre lo spazio per mostre temporanee o attività artigianali. Nel 2016, è stato realizzato un progetto di aggiornamento e modernizzazione dell'esposizione con l'obiettivo di valorizzare il patrimonio edificato, la collezione e il Ggurijnartitsch, per mezzo di un innovativo concetto di presentazione. Il progetto ha permesso inoltre di assicurare i posti di lavoro alla curatrice e alla custode, e di creare ulteriori opportunità di lavoro per gli abitanti e artigiani del villaggio. L'attuale esposizione, inaugurata nel 2018, si presenta dunque modernizzata nei concetti espositivi e aggiornata nell'infrastruttura tecnica. Nel 2020 il museo Walserhaus è stato nominato per il Premio del museo europeo dell'anno (EMYA), nel 2021 ha vinto il Premio Meyvaert per la sostenibilità, che è attribuito ad un museo che dimostra un impegno eccezionale per la sostenibilità sociale, economica e ambientale nel modo in cui opera e/o come presenta i temi della sostenibilità nelle sue mostre e programmi.

## La casa museo

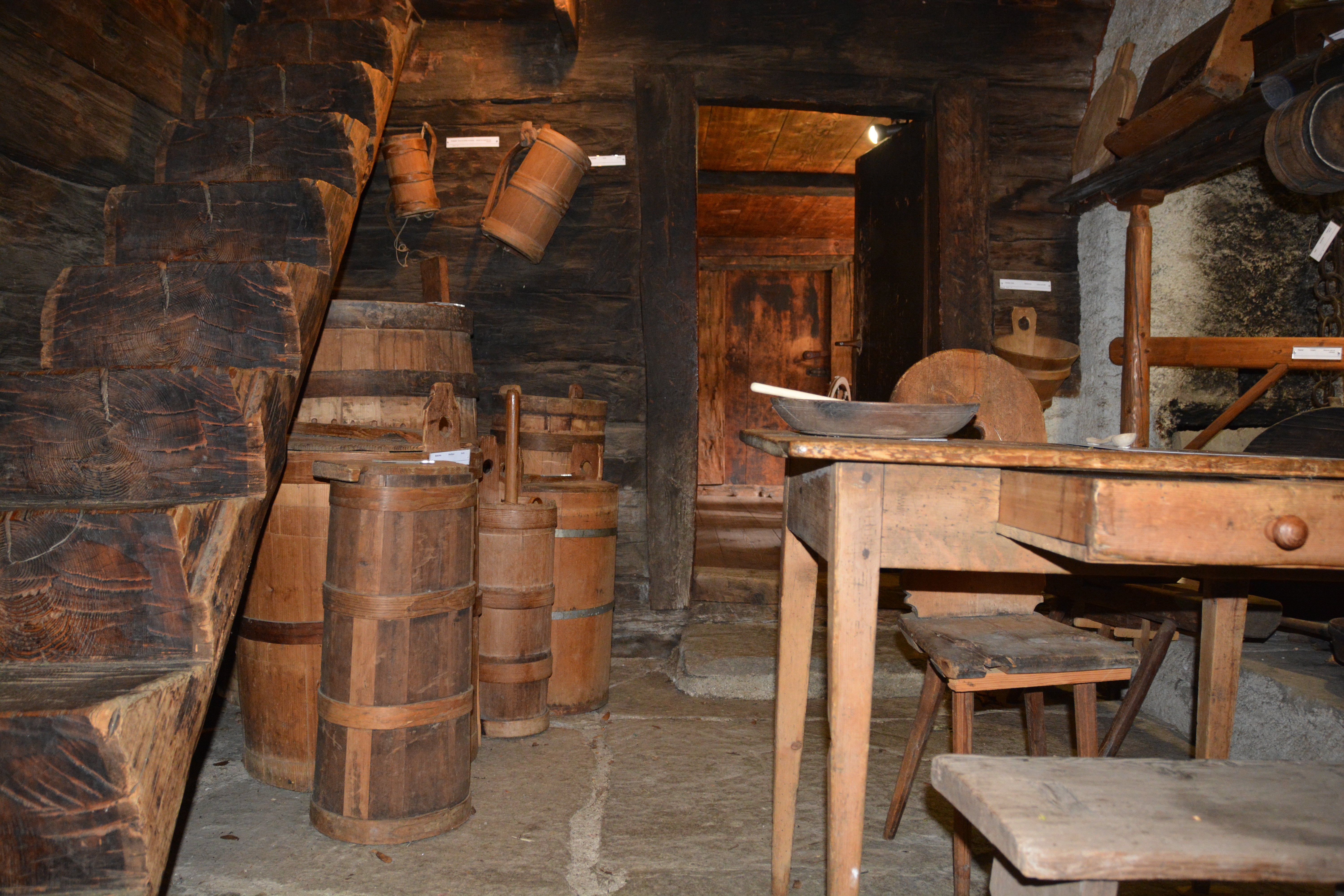
Esposizione permanente all'interno della casa museo prima del rinnovamento del 2018.

L’attuale esposizione permanente è allestita all’interno di un’antica casa walser, nella quale si sviluppano i differenti temi etnografici e storici. L’abitazione, datata 1386 e originariamente strutturata per due nuclei famigliari, è uno degli edifici rurali più antichi dell’arco alpino e rappresenta di per sé un gioiello architettonico della cultura walser. Una delle sale è dedicata a Hans Tomamichel (1899 – 1984), artista e grafico di origini gurinesi noto tra l’altro per i suoi sgraffiti, realizzati in tutta la Svizzera (una ventina solo a Bosco Gurin), e per le importanti campagne create ad es. per Knorr, Nestlé e Caritas. Tomamichel fu inoltre cofondatore dell’Associazione Walserhaus e contribuì alla messa a disposizione di una visione d’insieme della cultura walser.
Nelle due torbe adiacenti trovano spazio un’esposizione permanente dedicata all’agricoltura di montagna ed esposizioni temporanee, mentre di fronte al museo è coltivato un orto dimostrativo, in collaborazione con la fondazione ProSpecieRara.

## Il museo diffuso nel territorio
Il nuovo concetto espositivo elaborato a partire dal 2016 mira a favorire l’espansione del museo nel territorio di Bosco Gurin. A questo proposito è stato sviluppato il concetto di Ggurijnar Cheschtschi (Cofanetto di Gurin), ovvero una raccolta di attività e di percorsi didattici organizzati in fascicoli, appositamente pensati per approfondire i temi delle tradizioni, della lingua, dell'arte e del territorio. I fascicoli sono disponibili all'accoglienza del museo all'interno appunto di un cofanetto e possono essere presi in prestito dai visitatori per esplorare il villaggio. il progetto Ggurijnar Cheschtschi è stato sostenuto da Pro Patria e dall’Associazione Paesaggio Bosco Gurin.

## L'orto espositivo e ilMåtzufåmm
(da Voci del dialetto di Bosco Gurin)

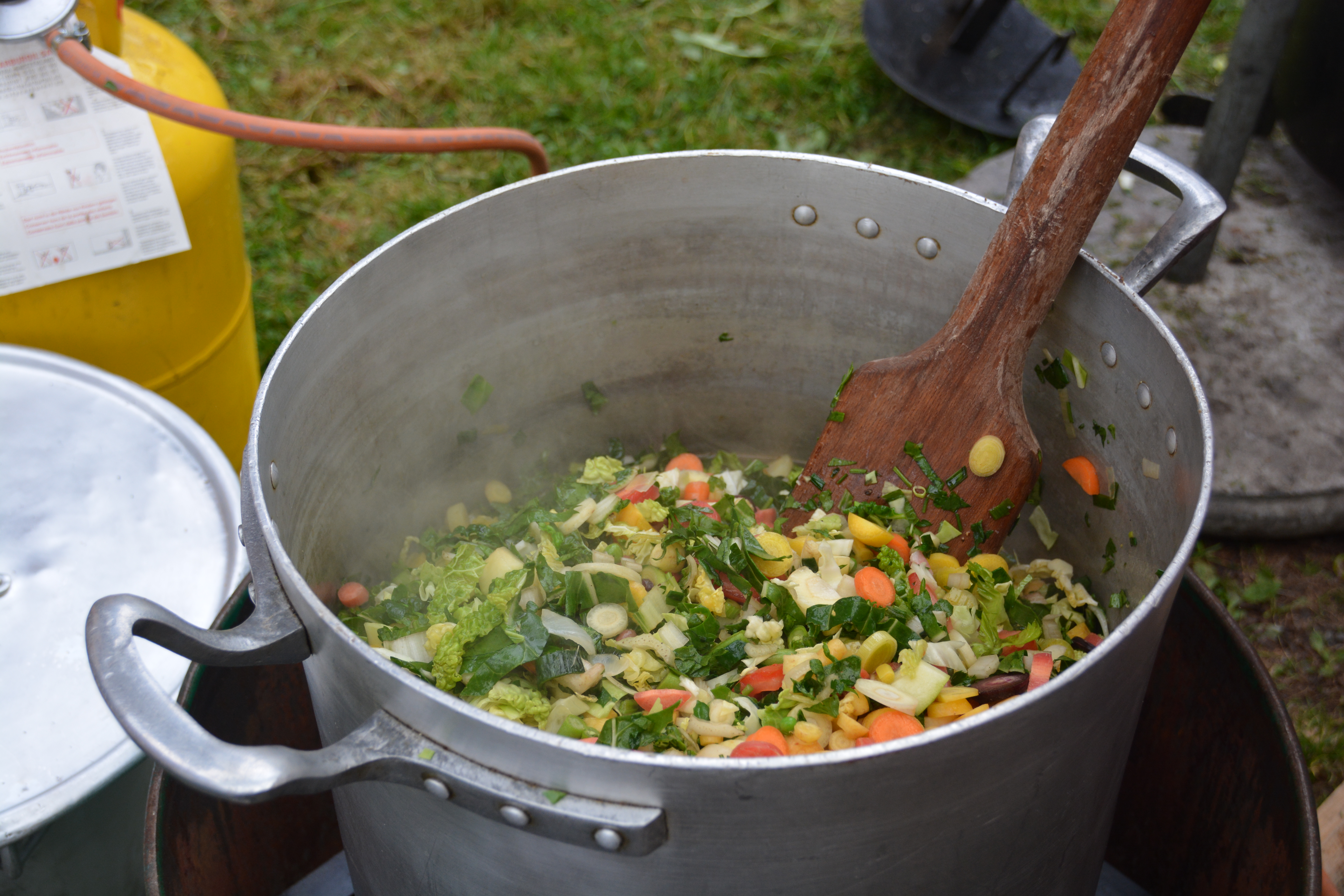
Il Måtzufåmm.

Parte integrante dell'esposizione permanente sul territorio è anche l'orto espositivo di ProSpecieRara situato di fronte alla casa museo. Nello spirito indicato dalla Fondazione svizzera per la diversità socioculturale e genetica dei vegetali e degli animali l’orto espositivo riesce a interessare i visitatori sulle antiche e oggi rare varietà di ortaggi, tra le quali è presente anche un'antica varietà di rapa tipica di Bosco Gurin (Rååfa, Raaftschi). Gli ortaggi coltivati rappresentano anche gli ingredienti principali del tradizionale minestrone Måtzufåmm. La preparazione di questo piatto è stata recentemente riscoperta e valorizzata tramite l'omonima festa organizzata annualmente dall'Associazione Walserhaus Gurin in collaborazione con il Gruppo Costumi Bosco Gurin a fine estate. La manifestazione, animata da visite guidate, bancarelle, attività per bambini e durante la quale è possibile gustare il sostanzioso piatto, ha goduto negli ultimi anni di un'eccellente affluenza ed è molto apprezzata sia dagli abitanti del paese sia da visitatori provenienti da tutto il Ticino nonché dai numerosi turisti.

## Progetti

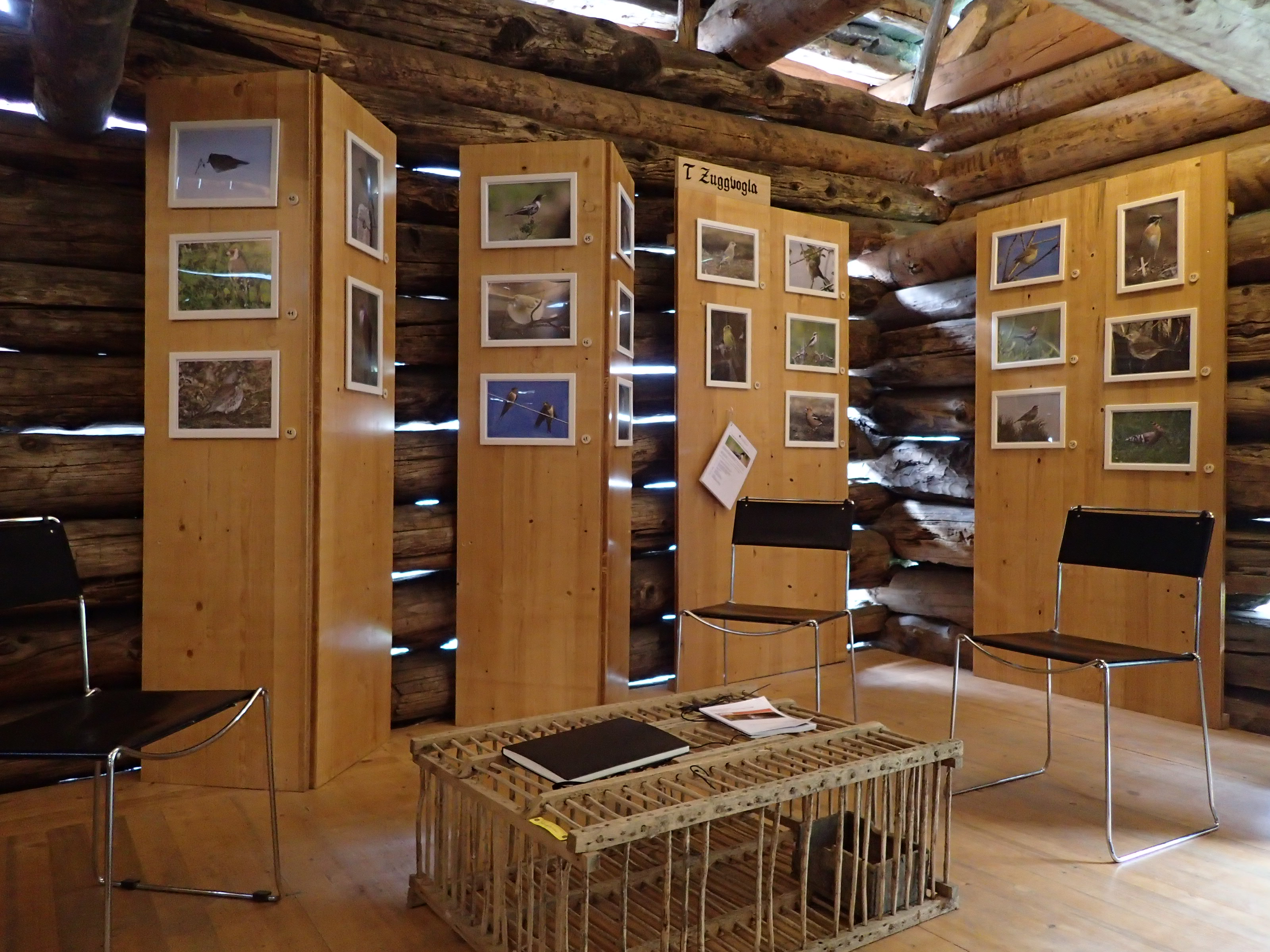
Esposizione temporanea Ggurijnar Vegalti (uccellini di Bosco Gurin).

Il Museo Walserhaus Gurin, è riconosciuto dal Cantone Ticino quale museo etnografico regionale (Legge sui musei etnografici regionali – 18.6.1990 e mod. 4.6.2002) ed è membro attivo dell’Associazione Internazionale per la Cultura Walser (IVfW). Qui di seguito alcuni dei progetti realizzati durante l’ultimo decennio:
- 2008: in occasione del 70º giubileo del museo, in collaborazione con l’Associazione Paesaggio Bosco Gurin, è stata restaurata e rimessa in funzione un’antica fornace per la calce. Il prodotto è stato utilizzato in zona, per il di restauro di un'abitazione di particolare pregio storico.
- 2012: l’esposizione "Il mondo dei Weltu" ha visto la ripresa delle leggende locali e la rivisitazione delle figure mitologiche da parte dei due artisti Elisabeth Flueler-Tomamichel e Kurt Hutterli.
- 2014: la pubblicazione del vocabolario Voci del dialetto di Bosco Gurin - Vocabolario dei sostantivi, progetto avviato dalla Dott.a fil. Emily Gerstner-Hirzel (1923 – 2003) e portato a termine dal museo, rappresenta una ricca base per la valorizzazione dei vari aspetti della cultura walser.
- 2014-2019: diverse esposizioni temporanee: Ggurijnar Chåårta (Bosco Gurin in cartolina), Ggurijnar Bliama (fiori di Bosco Gurin), Ggurijnar Vegalti (uccellini di Bosco Gurin), Ggurijnar Schètz (gioielli di Bosco Gurin).
- In corso: progetto di ricerca linguistica Voci del dialetto di Bosco Gurin - Vocabolario dei verbi e altre parole, proseguimento del progetto per la conservazione della lingua Ggurijnartitsch con il sostegno dell'Università di Zurigo e di Schweizerisches Idiotikon.
- In corso: progetto Ggurijnar Schtåmmbömm - Genealogia di Bosco Gurin, progetto che permetterà di disporre della genealogia completa di tutte le famiglie storiche locali a partire dal 1600.